# Нагасаки
Нагасаки или Нагазаки (произношение, по английската Система на Хепбърн Nagasaki-shi, Нагасаки-ши) е столицата и най-големият град в префектура Нагасаки в Япония. Населението му е 416 419 жители (по приблизителна оценка към октомври 2018 г.).
Градът е международно известен най-вече с това, че е цел на втората ядрена бомбардировка в света – на 9 август 1945 година, в 11:02 местно време американски бомбардировач „B-29“ хвърля над него атомна бомба. Разрушена е северната част на града, на място загиват над 40 хиляди души. Според Паркът на мира в Нагасаки общият брой на загиналите е 73 884 души, ранени са 74 909 души, разболяват се (под въздействие на радиацията) 120 820 жители.
- Разположение
- Нагасаки след взрива
- Мостът Меганебаши

## География
Градът е разположен на два полуострова - Нагасаки и Нишисоноги и около удължения залив Нагасаки, който е заобиколен от планини на запад, север и изток. Негови съседи са градовете Исахая на изток и Сайкай - на север, както и селата Тогицу и Нагайо - на североизток. На запад и юг Нагасаки граничи с Източнокитайско море. Топлото океанско течение оказва силно влияние върху климата на града, поради което разликата между студения и топлия сезон в него се усеща по-малко, отколкото в други градове на остров Кюшу. 
През града текат две реки, вливащи се във водите на пристанището на Нагасаки: Ураками - от север и Накаджима - от североизток. Историческият център на Нагасаки се намира в крайбрежната зона, в източната част, а жилищните райони - Меното, Михара, Хонбара, Нишияма, Сунао, Кошима, Инаса, Коебару, Нишимачи, Намеши - са разположени в планините. Поради това си местоположение, Нагасаки е известен в Япония като „Град на склона“ или „Терасовиден град“. Заради космополитизма си е наричан и „Прозорец към Европа“ и „Малкият Рим на Япония“.
Нагасаки се намира в субтропичния мусонен климатичен пояс, типичен за островите Кюшу и Хоншу. Освен Канадзава и Шидзуока, това е най-влажният голям град в Япония. Жегата и влажността са особено силни през лятото (юни-юли). Средната годишна температура в града е +17,4 °C (от +28 °C през лятото до +7 °C през зимата). Годишно падат около 1678 мм валежи. През зимата времето е по-сухо и слънчево. Снеговалежите стават по-чести около началото на XXI век. Откакто през 1878 г. в Нагасаки започват да се водят записи за изменението на климата, най-влажният месец е бил юли 1982 г. с 1178 мм (555 мм/ден), докато най-сухият месец е бил септември 1967 г. (1,8 мм/ден).

## История
Преди 1009 г. районът на Нагасаки е завоюван от Китай, както и другата част от Югоизточна Япония. Тогава и по-късно вероятно на мястото му е имало рибарско село. Като град (според класическото европейско разбиране за такъв, макар че официално изглежда се е категоризирал от японските власти по-скоро като феодално владение/хан с функции на пристанище) селището започва историята си около средата на XVI век с първите контакти между португалски моряци и местните японци. В този период връзките между Китай, Корея (Чосон) и Япония са затормозени от вихрещото се в Японско море пиратство и упадъка на династията Мин. В началото на периода Едо португалците стават посредници в търговията между регионалните сили и важен военен фактор - особено с новия тип въоръжение, което внасят и постигнатите вече от тях успехи в корабостроенето и международната търговия. Придобиват и значително религиозно влияние, а Нагасаки става основният център на тяхната мисионерска дейност. Градът запазва тази си роля дотогава, докато католицизмът все още е законна религия във феодална Япония и дори след това остава едно от селищата, с голямо на брой християнско население (отначало продължаващо да изповядва религията си относително открито, но впоследствие - преминало към тайно нейно практикуване, в резултат на провеждани от властите гонения, включително мъчения и избивания на местни и чуждестранни християни, прогонване в чужбина или принуждаване към ритуално отричане от християнството, посредством т.нар. фумие). Префектурата Нагасаки е и огнището на големия антифеодален бунт, известен като въстанието Шимабара (1637 г.) и също станал с участието на японски християни, коствайки гибелта на мнозина от тях. Самата дума "шимабара" става нарицателно за чуждопоклонничество, вероотстъпничество и нелоялност.
Все пак на португалците и други християни се позволява да продължат да имат свои квартали в града или неговите околности още известно време и дори за тях се построява специален изкуствен остров в морето при Нагасаки, наречен Деджима. След окончателното налагане на идеята Япония да се изолира от останалия свят (включително от попадналата под китайски васалитет Корея), португалските йезуити и други католически мисионери и чуждестранни заселници са окончателно изгонени от Японските острови, но Деджима продължава да има и християнско население, вече състоящо се от холандци (преди това обитавали главно град Хирадо, също в префектурата Нагасаки). Като протестанти те се считат за по-благонадеждни, докато португалците, испанците и повлияните от тях местни са смятани за агенти на отвъдморските империи, подготвящи завладяването на страната. Холандците обаче, както и англичаните също имат своите колониални апетити в „Южните морета“, осъществявани например, чрез известните като Източноиндийски компании.
Освен това в Деджима и въобще - в Нагасаки - са допуснати и голям брой китайски заселници, които също активно участват в тамошната търговия (кварталите на чужденците се ограждат със стени, подобно на европейските гета). Сред малкото други връзки със света е и островната държава Рюкю, с която жителите на Нагасаки вероятно също са поддържали връзки. Големият пожар в Нагасаки унищожава голяма част от града през 1663 г., включително светилището Мазу в храма Кофуку, покровителствано от китайските моряци и търговци, посещаващи пристанището.
Град Нагасаки - вече в началото на XVIII век, когато е отменената забраната над холандските книги - се превръща в забележителен културен център и място за черпене от местните на европейския опит, както и от този на китайските художници, търговци и занаятчии. Дори тогава обаче и китайците и европейците остават подозрителни за японците и са зорко следени от т.нар. Нагазакийска крепост (Нагасаки бугьо) и под строгия контрол на наместника на шогуна, наричан „хатамото“. Положението им се влошава по време на Наполеоновите войни, когато един от тези управници се провинява, отстъпвайки пред настояванията на английски корсари/пирати на държавна служба да ги снабди с провизии, заради което извършва сепуку/харакири (вид ритуално самоубийство). Централната власт реагира със закон (1825 г.), според който всички чуждестранни кораби трябва да се държат занапред далеч от крайбрежието, така че всъщност чужденци вече не могат да идват в Япония (на самите японци още от преди това е забранено да напускат страната).
Крахът на японския изолационизъм (политиката Сококу) идва  след 1853 г. с намесата на американците в ситуацията. Експедицията на Пери, командвана от Матю К. Пери, принуждава Япония да отвори врати за американската (и по-нататък- за западната) търговия чрез серия от договори , наречени Конвенцията от Канагава. С идването на власт на нов (заместил шогуната Токугава) по-отворен към чуждестранното влияние режим и насочен към възстановяване на водещата роля на императора на Япония в светските дела - т.нар. Реставрация Мейджи - и град Нагасаки придобива ново значение, ставайки един от договорните градове, т.е. градовете в които се възстановяват и разширяват търговският и културен обмен със Западния свят, но също и с Руската империя и други страни и народи, с които предишното управление е скъсало (почти) всякакви отношения. Тогава и започва сериозния курс към модернизирането му, а скоро е и обявен официално за град (1 април 1889 г.) Нова ера настъпва и за местните римокатолически християни (киришитан какуре), на които е позволено отново да изповядват свободно католицизма, така че Нагасаки наново става център на разпространението му.
През цялата първа половина на XX в. Нагасаки израства все повече, като индустриален град и става изключително важен за японското корабоплаване и военно дело. Въпреки това през време на Втората Световна война е сред относително малко бомбардираните от американската военна авиация градове (при все, че и така количеството на хвърлените над него боеприпаси е значително - общо 136 американски самолета са хвърлили за годината от лятото на 1944 до това на 1945 г. общо 270 тона взривни вещества , 53 тона запалителни вещества и 20 тона фрагментационни/разцепващи се бомби). Бомбардировките над града се увенчават с една по-ефективна от другите - на 1 август 1945 г. В нея няколко от бомбите ударят корабостроителниците и доковете в югозападната част на града, няколко уцелват стоманодобивния и оръжеен завод „Мицубиши“, а шест - падат в Медицинското училище и болница в Нагасаки, като три от тях - директно в сгради там. Това доста уплашва жителите, много от тях избягват от града и когато след 8 дни над него е хвърлена и атомна бомба се оказва сред факторите (редом с хълмистия терен) ограничили загиналите веднага само до около 1/10 от жителите му (включително и множество военопленници, особено предвид това, че са били целени най-важните индустриални части на града, където и работят те най-вече и които са тотално пометени и съсипани). От друга страна, както нагасакийците, така и хирошимците не са знаели изобщо за съществуването на атомно/ядрено оръжие и за вредите от него или не са допускали, че ще го използват срещу тях, така че не само, че не напускат града и околностите му след бомбардировките, но и хората, напуснали ги преди се връщат за да спасяват близките си и други хора и също пострадват от бедствието. Разрушителността на бомбардировката на Нагасаки е и сред причините за прекратяването на Втората световна война - с капитулацията на Япония от император Хирохито.
Градът е възстановен след войната, макар и драстично променен. Темпото на реконструкция е бавно. Първите прости аварийни жилища са осигурени едва през 1946 г. Фокусът на реконструкцията е върху заместването на военната индустрии с външна търговия, корабостроене и риболов. Това е официално обявено, когато през май 1949 г. е приет Законът за възстановяване на международния културен град Нагасаки.  Построени са нови храмове, както и нови църкви, поради засиленото присъствие на християнството.  Някои от развалините са оставени като паметник, като например еднокрак тории (вид церемониална порта) в светилището Санно и арка близо до епицентъра на взрива. Издигнати са и нови структури като паметници, като например Музея на атомната бомба. Нагасаки остава предимно пристанищен град, поддържащ богата корабостроителна индустрия. На 4 януари 2005 г. градовете Иоджима, Кояги, Номозаки, Санва, Сотоме и Такашима (всички от област Нишисоноги) са официално слети с Нагасаки, а град Кинкай - на следващата година.

## Побратимени градове
- Благоевград, България
- Дупница, България